# Manayek – Die Verräter
Manayek – Die Verräter (Originaltitel: Manayek) ist eine israelische Krimi- und Polizei-Fernsehserie, die 2020 begonnen hat und bislang aus drei jeweils 10-teiligen Staffeln besteht.
Der Titel Manayek ist ein hebräischer Slang-Ausdruck für die Polizei.

## Handlung

### Staffel 1
In Tel Aviv begeht der junge Polizist Eliran Chen in einem Restaurant einen Auftragsmord und wird kurz darauf verhaftet. In Haft sagt er aus, Teil eines kriminellen Netzwerks innerhalb der Polizei zu sein, welches von Barak Harel geleitet wird, dem Chef der Polizeistation von Rischon LeZion. Eliran bietet – auf Strafminderung hoffend – seine Zusammenarbeit mit den Ermittlern an. Baraks Freund und Mentor Izzy Bachar, der für die Dienstaufsicht der israelischen Polizei arbeitet, kann Elirans Aussage kaum glauben und übernimmt als Teil eines Teams die Ermittlungen in dem Fall. Entgegen Izzys Empfehlung entlässt das Team Eliran aus der Haft, um ihn zu beschatten und so Beweise gegen das kriminelle Netzwerk zu sammeln. Eliran kann dabei aber fliehen und untertauchen. Indes erkennen Izzy und sein Team, dass zu Baraks kriminellem Netzwerk andere Polizisten und die Shemaya-Brüder gehören. Diese planen als Nächstes zur persönlichen Bereicherung eine Waffenlieferung mit Baraks Unterstützung. Letztlich gelingt es Izzy sehr zu seiner Frustration nicht, Barak der Korruption zu überführen, weil dieser mächtige Unterstützer hat, darunter auch eine Staatsanwältin, die Izzys Team ausspioniert, und weil Eliran, der sich indes in die Ukraine abgesetzt hat, im Auftrag jener Unterstützer ermordet wird, ehe er gegen Baraks Gruppe hätte aussagen können.

### Staffel 2
In der zweiten Staffel wird die Geschichte der ersten Staffel weitererzählt. Hierbei geht es vor allem um die Aufklärung eines versuchten Mordanschlages auf eine Polizistin, die für Izzy arbeitet. Außerdem werden Verwicklungen von korrupten Polizisten mit dem Premierminister von Israel bekannt.

### Staffel 3
In der dritten Staffel wird die Geschichte weiter fortgesetzt. Diese Staffel handelt vor allem von der Aufklärung der Korruption hochrangiger Polizisten im Zusammenhang mit dem Premierminister Israels. Außerdem geht es um einen eskalierenden Bandenkrieg zwischen zwei sich konkurrierenden Drogenclans.

## Episodenliste

### Staffel 1
| Nr. | Originaltitel | Erstausstrahlung Kan 11 |
| --- | ------------- | ----------------------- |
| 1   | Haverim       | 2. Aug. 2020            |
| 2   | Ha-Ed         | 3. Aug. 2020            |
| 3   | Mirdaph       | 9. Aug. 2020            |
| 4   | Roslan        | 10. Aug. 2020           |
| 5   | Shkarim       | 16. Aug. 2020           |
| 6   | Hodim         | 17. Aug. 2020           |
| 7   | HaPraklita    | 23. Aug. 2020           |
| 8   | Tsmigim       | 24. Aug. 2020           |
| 9   | Uman’         | 30. Aug. 2020           |
| 10  | Nigmar        | 31. Aug. 2020           |

### Staffel 2
| Nr. | Originaltitel | Erstausstrahlung Kan 11 |
| --- | ------------- | ----------------------- |
| 11  | Stress        | 23. Juni 2022           |
| 12  | Accusation    | 26. Juni 2022           |
| 13  | Setback       | 30. Juni 2022           |
| 14  | Working       | 3. Juli 2022            |
| 15  | Direction     | 7. Juli 2022            |
| 16  | Change        | 10. Juli 2022           |
| 17  | Vacation      | 14. Juli 2022           |
| 18  | Breakage      | 17. Juli 2022           |
| 19  | Price         | 21. Juli 2022           |
| 20  | System        | 24. Juli 2022           |

## Rezeption
Die erste Staffel erreichte bei der Erstausstrahlung auf dem israelischen Fernsehsender Kan 11 einige der höchsten je für Dramaserien gemessenen Einschaltquoten. Zudem gewann die Serie für jene Staffel 2021 mehrere Preise der israelischen Fernsehakademie, darunter jene für das beste Drama und den besten Hauptdarsteller.